# Manica (Mozambique)
Pour les articles homonymes, voir Manica.
Manica est une ville du Mozambique située dans la province de Manica, près de la frontière avec le Zimbabwe. Il s'agit du chef-lieu du district de Manica. En 2007, elle comptait 36 124 habitants. 
Cette ville est historiquement connue pour ses exploitations aurifères qui firent converger des prospecteurs aux origines différentes.

## Toponymie
Le mot Manica provient de l'association des mots Ma et Nyica dans un dialecte local, désignant des gens attachés à leur terre ou à leur foyer. 

## Économie
Une partie importante de la population dépend de l'économie informelle et de l'agriculture de subsistance. Ainsi, en 2010, le PNUEH n'y recensait que 3 usines et 200 emplois déclarés, administrations publiques comprises. Toutefois, le secteur minier présente un potentiel économique substantiel.

## Infrastructures
La ville est desservie par l'autoroute no 6 et par le Chemin de fer Beira-Bulawayo. Elle alimentée en électricité par la centrale hydroélectrique du barrage de Chicamba.

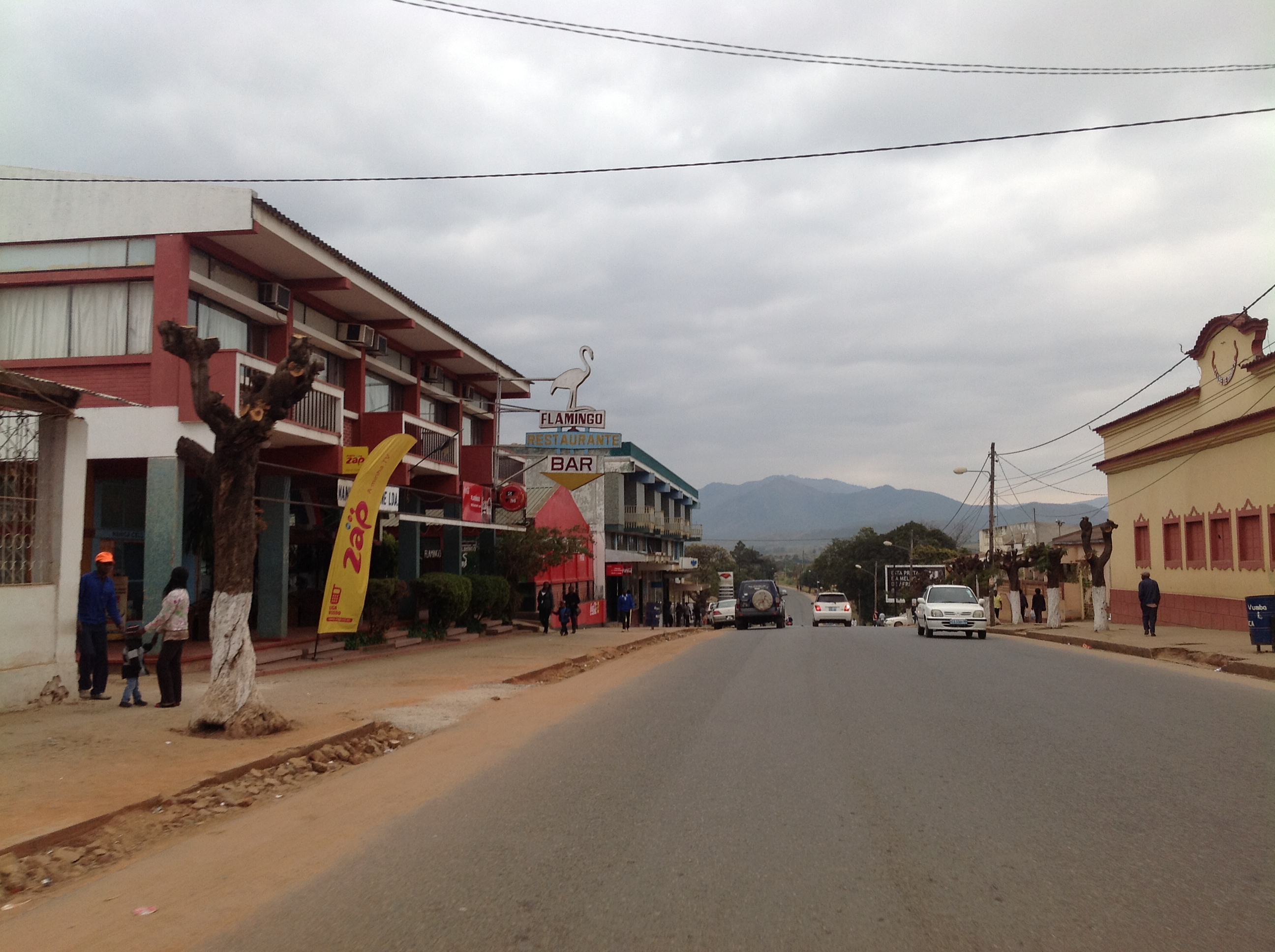
Rue principale de Manica

## Personnalités liées à la commune
- Jaime Pedro Gonçalves (1936-2016), archevêque de Beira, est né à Manica[4].